# Maynard Jackson
Maynard Holbrook Jackson, Jr. (23 mars 1938 à Dallas- 23 juin 2003 à Arlington) est un homme politique américain membre du Parti démocrate ; il est le 54e et premier maire afro-américain d'Atlanta en Géorgie.

## Biographie
Jackson est né dans une famille qui valorise l'éducation et de l'activisme politique. Son grand-père maternel était le leader des droits civiques John Wesley Dobbs, qui a travaillé pour renverser avec succès le premier blanc en Géorgie. Il a également acquis l'embauche d'agents de police noirs à Atlanta et l'éclairage de Auburn Street, la principale rue commerciale de la communauté noire. La mère de Maynard Irene (Dobbs) Jackson était l'un de ses cinq filles; tout diplômé de Spelman College, encouragés par leurs parents. Irene a obtenu un doctorat en France et est devenu un professeur de français au collège. Son père Maynard Holbrook Jackson, Sr. était un pasteur chrétien baptiste de la Nouvelle-Orléans de la Louisiane créole métisse ascendance. Il est devenu actif dans les droits civils à Dallas, au Texas, où il avait grandi après que sa famille a déménagé. Son grand-père Alexander Stephens Jackson avait été un pasteur baptiste et éducateur en Louisiane et au Texas. Le père de la jeune Jackson est mort quand il avait quinze ans; son grand-père Dobbs est devenu encore plus d'influence dans sa vie.
Jackson a étudié au Morehouse College à Atlanta, où il obtenu un diplôme en 1956. Il avait chanté dans le Morehouse College Glee Club. Après avoir assisté à l'Université de Boston Law School pour une courte période, Jackson a occupé plusieurs postes, y compris la vente d'encyclopédies. Il est retourné aux études supérieures à la North Carolina Central University Law School et a obtenu un diplôme en droit en 1964. Il a été membre d'Alpha Phi Alpha fraternité.

### Carrière politique
En 1970, il est devenu vice-maire d'Atlanta, jusqu’en 1974,.
Il est devenu maire d'Atlanta en 1974 jusqu’en 1982 puis de 1990 à 1994.
Il meurt d'une crise cardiaque en 2003 et il est enterré au cimetière d'Oakland à Atlanta. Peu après sa mort, son nom fut rajouté au nom de l'aéroport international de la ville, qu'il avait contribué à moderniser et qui s'appelle désormais aéroport international Hartsfield-Jackson.

## Vie privée
Jackson a épousé Burnella "Bunnie" Hayes, en 1965. Le couple a eu trois enfants: Elizabeth, Brooke, et Maynard III Bunnie Jackson a fondé First Class, Inc., relations publiques et marketing cabinet à Atlanta, avant leur divorce.
Jackson épousé Valerie Richardson en 1977, avec qui il a eu deux autres enfants, Valérie et Alexandra. Valerie Jackson accueille entre les lignes chaque week-end sur la station de radio WABE-FM, la station Atlanta Public Broadcasting.

## Médias

### Télévision
- Mindhunter, saison 2 - épisodes 7 à 9, il est interprété par Regi Davis.